# Municipio de Jones (condado de Greene)
El municipio de Jones (en inglés: Jones Township) es un municipio ubicado en el condado de Greene en el estado estadounidense de Arkansas. En el año 2010 tenía una población de 458 habitantes y una densidad poblacional de 2,94 personas por km².

## Geografía
El municipio de Jones se encuentra ubicado en las coordenadas 36°12′55″N 90°44′33″O / 36.21528, -90.74250. Según la Oficina del Censo de los Estados Unidos, el municipio tiene una superficie total de 156.03 km², de la cual 155,75 km² corresponden a tierra firme y (0,18 %) 0,27 km² es agua.

## Demografía
Según el censo de 2010, había 458 personas residiendo en el municipio de Jones. La densidad de población era de 2,94 hab./km². De los 458 habitantes, el municipio de Jones estaba compuesto por el 98,47 % blancos, el 0,44 % eran amerindios y el 1,09 % eran de una mezcla de razas. Del total de la población el 0,66 % eran hispanos o latinos de cualquier raza.